# San Juan (província da Argentina)

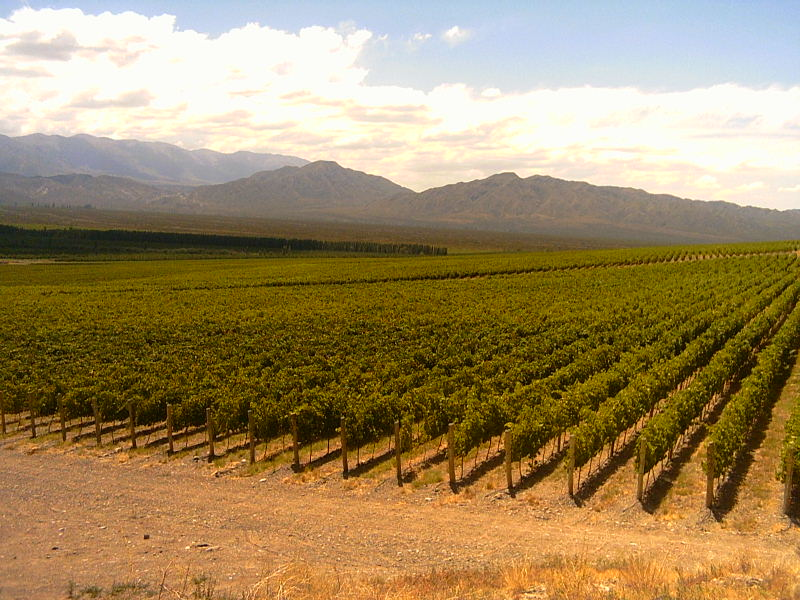
Vinhas, em San Juan

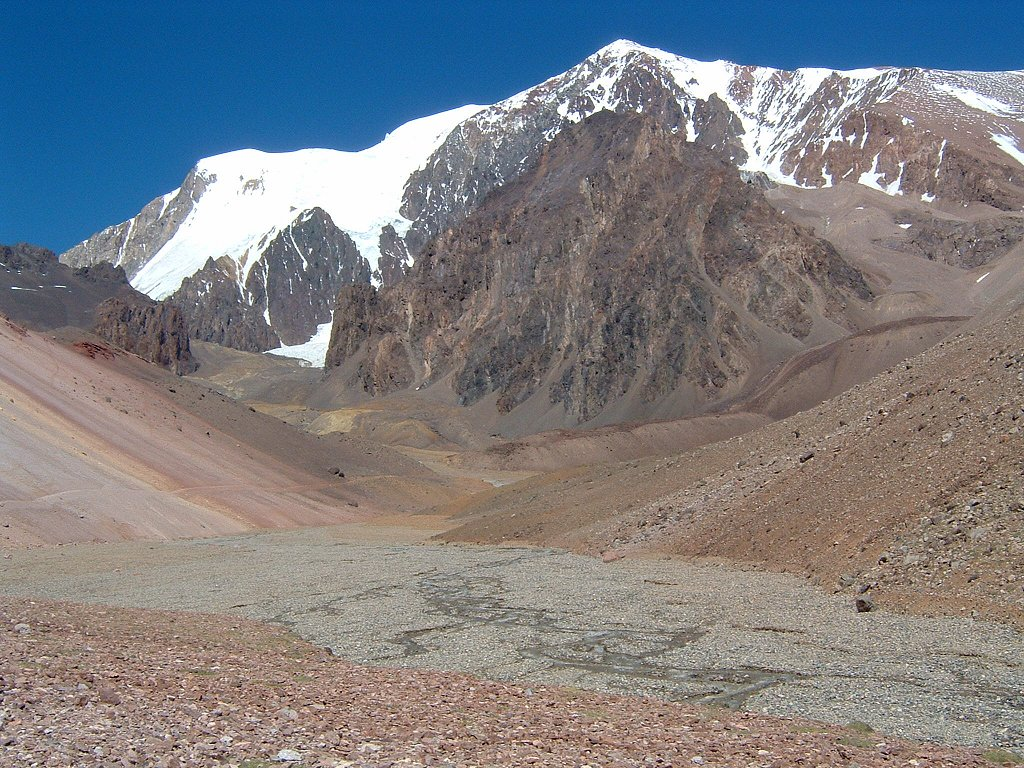
Cordillera de los Andes Cerro Mercedario

San Juan é uma província da Argentina, localizada no oeste do país. Sua capital é San Juan, junto à Cordilheira dos Andes. A Grande San Juan é uma aglomeração que compõe a capital e os departamentos de Rawson, Rivadavia, Chimbas, Santa Lucia e Pocito. San Juan é o centro comercial de uma região regada pe los rios San Juan e Jachal, os quais formam o oásis de produção frutífera e vinícola mais importante da Argentina. As tabernas e as envasilhadoras de frutas e hortaliças são as principais agroindústrias. Também se destacam suas indústrias de equipamentos e mecânicas. População (2001, incluindo-se a área metropolitana) 622 000 habitantes. Abriga uma das maiores montanhas do mundo: o Mercedario, com 6 659 metros de altitude.

## Divisão administrativa
A província é dividida em 19 departamentos:
| Mapa | Departamento | Capital                             | Superfície | População    |
|      | Albardón     | General San Martín                  | 915 km²    | 20.413 hab.  |
|      | Angaco       | Villa El Salvador                   | 1.865 km²  | 7.570 hab    |
|      | Calingasta   | Tamberías                           | 22.589 km² | 8.176 hab.   |
|      | Capital      | San Juan                            | 30 km²     | 112.778 hab. |
|      | Caucete      | Caucete                             | 7.502 km²  | 33.609 hab   |
|      | Chimbas      | Villa Paula Albarracín de Sarmiento | 62 km²     | 73.829 hab.  |
|      | Iglesia      | Rodeo                               | 19.801 km² | 6.737 hab.   |
|      | Jáchal       | San José de Jáchal                  | 14.749 km² | 21.018 hab.  |
|      | 9 de Julio   | 9 de Julio                          | 185 km²    | 7.652 hab.   |
|      | Pocito       | Aberastain                          | 515 km²    | 40.969 hab.  |
|      | Rawson       | Villa Krause                        | 300 km²    | 107.740 hab. |
|      | Rivadavia    | Rivadavia                           | 157 km²    | 76.150 hab.  |
|      | San Martín   | San Martín                          | 435 km²    | 10.140 hab.  |
|      | Santa Lucía  | Santa Lucía                         | 45 km²     | 43.565 hab.  |
|      | Sarmiento    | Media Agua                          | 2.782 km²  | 19.092 hab.  |
|      | Ullum        | Villa Ibáñez                        | 4.391 km²  | 4.490 hab.   |
|      | Valle Fértil | San Agustín                         | 6.419 km²  | 6.864 hab    |
|      | 25 de Mayo   | Santa Rosa                          | 4.519 km²  | 15.193 hab.  |
|      | Zonda        | Villa Basilio Nievas                | 4.391 km²  | 4.038 hab.   |

## Cidades principais
- San Juan
- Villa Krause
- Rivadavia
- Chimbas
- Santa Lucía
- Caucete
- San José de Jáchal
- Aberastain
- Albardón
- Media Agua